# Jenny Wilson
Jenny Wilson, född 20 oktober 1975 i Mjällby församling, Blekinge län, är en svensk sångare, låtskrivare, musiker och konstnär, som även varit medlem av gruppen First Floor Power.

## Biografi
Jenny Wilson växte upp i en familj med totalt tre systrar i blekingska Istaby utanför Sölvesborg. Hon hoppade som 17-åring av gymnasiet, flyttade hemifrån till Malmö och började på Skrivarlinjen på Skurups folkhögskola med ambitionen att bli författare. Hon skrev noveller, manus och romanutkast, som hon skickade in till olika förlag men blev refuserad. Vid denna tid upptäckte hon PJ Harveys skiva Rid of Me, som gjorde starkt intryck på henne. Fascinerad av PJ Harveys utstrålning, musik och texter bestämde hon sig för att satsa på musiken istället för författarskapet.

### First Floor Power
År 1997 träffade Jenny Wilson blivande pojkvännen Karl-Jonas Winqvist, som jobbade i en skivbutik i Malmö. Tillsammans bildade de bandet First Floor Power. Ett halvår senare anslöt sig hennes yngre syster Sara Wilson och Per Lager. 1998 gav bandet ut en vinylsingel i mycket begränsad upplaga. 
1999 flyttade Wilson till Stockholm för att studera grafisk design och illustration på Konstfack. 2000 gjorde hon ett studieuppehåll för att spela med bandet. Skivdebuten för First Floor Power 2000 var EPn We are the people som 
fick pris för årets singel på Benno Awards. 2001 gav First Floor Power ut sitt debutalbum There Is Hope. På hösten samma år födde hon en son.
2003 kom gruppens andra skiva, Nerves, följd av den tredje 2008, Don't Back Down. Efterhand övergick bandverksamheten i stället i arbetet som soloartister. I maj 2017 återförenades gruppen för 20-årsjubileum med en konsert i Malmö respektive Köpenhamn.

### Solokarriär

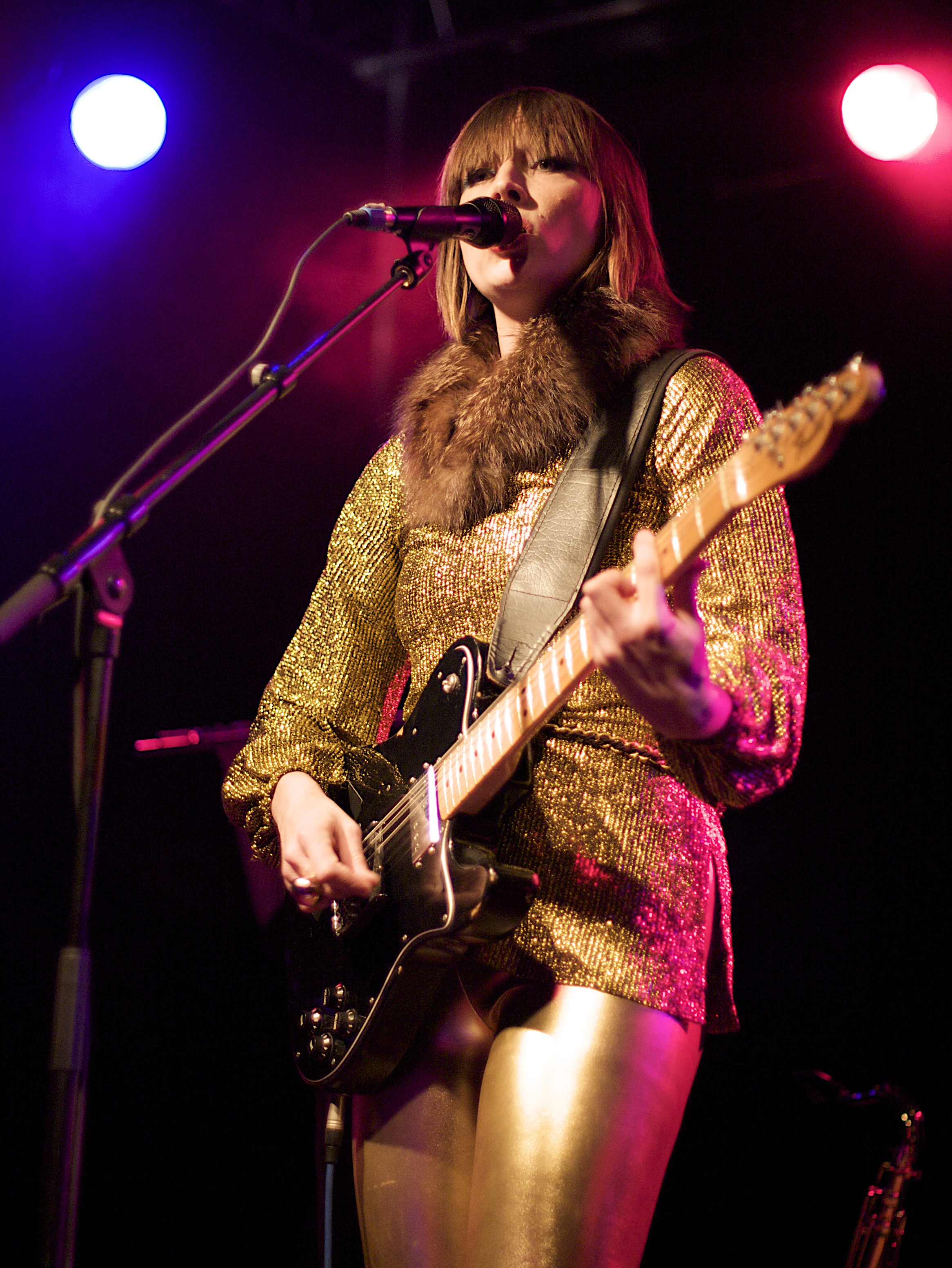
Jenny Wilson under ett uppträdande i Danmark 2009.

2003 gjorde Wilson ett gästspel på The Knifes skiva Deep Cuts. Hon och Karin Dreijer sjöng duett på låten "You Take My Breath Away". Hon har efterhand också samarbetat med artister som Robyn, El Perro Del Mar och Tensta Gospel Choir.
Från och med 2005 började hon uppträda tillsammans med sin syster Sara Wilson. 2005 släppte Jenny Wilson sin första soloskiva Love and Youth på syskonen Dreijers skivbolag Rabid Records och erhöll en Grammis-nominering som Årets kvinnliga artist 2006. I februari 2009 kom skivan Hardships! på hennes eget bolag Gold Medal Recordings. 2013 kom hennes fjärde soloalbum Demand the Impossible, som tar upp både hennes erfarenheter från cancer och en stark kritik mot dagens samhällsklimat. För skivan nominerades Wilson 2014 till sju Grammisar bland annat i kategorierna för Årets artist, album, kompositör och textförfattare. Hon vann tre, i kategorierna Årets album, Årets producent och Årets musikvideo. 
Wilson fortsatte det genomgående arbetet att hämta material och inspiration från egna samtida livserfarenheter på albumet Exorcism (2018) med erfarenheter och efterverkningar av en våldtäkt.

### Driften
År 2018 inleddes ett samarbete mellan Wilson och Christian Ekvall benämnt musikprojektet Driften. I maj 2021 släppte de ett skräckinspirerat, erotiskt konceptalbum på vinyl, med en medföljande ögonbindel för att göra lyssningsupplevelsen starkare.

### Övrigt
Sommaren 2006 var hon en av sommarvärdarna i Sveriges Radio P1. Hon var huvudperson i det femte avsnittet av SVT-serien Dom kallar oss artister i februari 2010. Den 22 januari 2016 ledde hon programmet Kalejdoskop i P1.
2010 skrev hon musiken till Stockholms stadsteaters uppsättning av Pam Gems pjäs Drottning Kristina och till Helena Franzéns dansföreställning I'm not looking back på Dansens hus. Musiken till dansproduktionen gavs 2011 ut som albumet Blazing. Hon skrev också musiken till SVT:s dramaserie om Kerstin Thorvalls liv, Det mest förbjudna (2016).

## Familj
Jenny Wilson har två söner sedan en tidigare relation. Förutom Jenny Wilsons syster Sara Wilson sysslar även hennes andra syster Anna Wilson med musik som sångare i bandet Dub Sweden. Sara Wilson spelade bas i Jenny Wilsons band under turnén våren 2009.

## Priser och utmärkelser
- 2006 – P3 Guld – Årets pop: "Love and Youth"
- 2009 – Sölvesborgs kommuns Kulturpris[12]
- 2010 – European Border Breakers Awards (Europeiska Unionens pris)
- 2011 – Stockholms stads kulturstipendium[13]
- 2014 – P3 Guld – Årets pop: "Demand the Impossible!"
- 2014 – Grammis – Årets album: "Demand the Impossible!"[14]
- 2014 – Grammis – Årets producent[14]
- 2014 – Grammis – Årets musikvideo[14] (med Daniel Wirtberg): "Autobiography"
- 2014 – Thore Ehrling-stipendiet
- 2019 – Grammis – Årets musikvideo (med Gustaf Holtenäs): "Rapin*"[15]

## Diskografi
First Floor Power
- 2001 – There Is Hope
- 2003 – Nerves

   -   (Senare släpp utan Jenny Wilson)
Solo
- 2005 – Love and Youth
- 2009 – Hardships!
- 2011 – Blazing
- 2013 – Demand the Impossible
- 2018 – Exorcism
- 2019 – Trauma (med Hans Ek, Norrköpings symfoniorkester)
- 2021 – Mästerverket

Driften
(Med Christian Ekvall)
- 2021 – Driften